# Урмизно
Урмизно (фин. Nurmisto) — деревня в Нежновском сельском поселении Кингисеппского района Ленинградской области.

## История
Впервые упоминается в Писцовой книге Водской пятины 1500 года как сельцо Урмизно, на реце на Систи в Каргальском погосте Копорского уезда.
Затем как деревня Vrmisna by в Каргальском погосте (западной половине) в шведских «Писцовых книгах Ижорской земли» 1618—1623 годов.
На карте Ингерманландии А. И. Бергенгейма, составленной по шведским материалам 1676 года, она обозначена как деревня Nurmistaby.
На шведской «Генеральной карте провинции Ингерманландии» 1704 года — как деревня Nurmisto.
Как деревня Урмино она обозначена на карте Ингерманландии А. Ростовцева 1727 года.
Деревня Урмизна упоминается на карте Санкт-Петербургской губернии Я. Ф. Шмидта 1770 года.
На карте Санкт-Петербургской губернии Ф. Ф. Шуберта 1834 года обозначено село Урмизно, состоящее из 23 крестьянских дворов, а к югу от него одноимённая мыза.

УРМИЗНА — деревня принадлежит полковнику барону Притвицу, число жителей по ревизии: 10 м. п., 15 ж. п. (1838 год)

В пояснительном тексте к этнографической карте Санкт-Петербургской губернии П. И. Кёппена 1849 года она записана как деревня Nurmisto (Урмизно) и указано количество её жителей на 1848 год: савакотов — 9 м. п., 12 ж. п., всего 21 человек, ижоры — 68 м. п., 87 ж. п., всего 155 человек. Ижоры относились к православному Копорскому Преображенскому приходу, савакоты — к лютеранскому приходу Каприо.
На карте профессора С. С. Куторги 1852 года упомянуты мыза и деревня Урмизно из 23 дворов.

УРМИЗНО — деревня генерал-майора Герздорф, 10 вёрст по почтовой, а остальное по просёлкам, число дворов — 6, число душ — 17 м. п. 

УРМИЗНО — деревня жены титулярного советника Люценской, там же, число дворов — 4, число душ — 12 м. п. 

УРМИЗНО — деревня генерал-лейтенанта барона Притвица, там же, число дворов — 14, число душ — 43 м. п. (1856 год)

УРМИЗНО I, II, III — деревня, число жителей по X-ой ревизии 1857 года: 81 м. п., 90 ж. п., всего 171 чел.

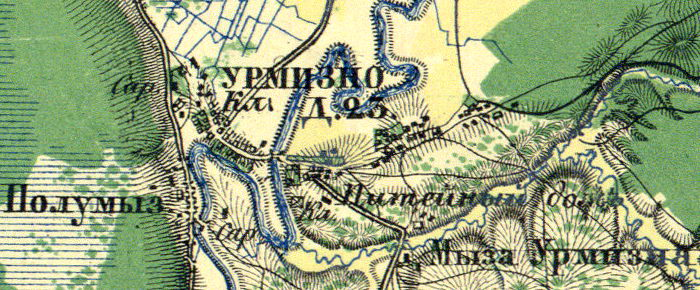
Деревня Урмизно на карте 1860 года

Согласно «Топографической карте частей Санкт-Петербургской и Выборгской губерний» в 1860 году деревня Урмизно состояла из 23 крестьянских дворов, к югу от деревни находилась мыза Урмизна и питейный дом.

УРМИЗНО — мыза владельческая при реке Систе, число дворов — 1, число жителей: 5 м. п., 7 ж. п.

УРМИЗНО — деревня владельческая при реке Систе, число дворов — 32, число жителей: 81 м. п., 87 ж. п.; Часовня. (1862 год)

В 1872—1873 годах временнообязанные крестьяне деревни выкупили свои земельные наделы у Н. Ф. Бунакова и стали собственниками земли.

УРМИЗНО I, II, III — деревня, по земской переписи 1882 года: семей — 44, в них 127 м. п., 121 ж. п., всего 248 чел.

В 1883—1884 годах оставшиеся временнообязанными крестьяне деревни выкупили свои земельные наделы у А. И. Притвица.
Согласно материалам по статистике народного хозяйства Ямбургского уезда 1887 года одна мыза Урмизно площадью 213 десятины принадлежала дворянину А. Е. Шредерсу, мыза была приобретена в 1882 году за 3250 рублей, вторая мыза Урмизно совместно с мызой Забалканская общей площадью 953 десятины принадлежала барону А. И. Притвицу, мыза была приобретена до 1868 года, в ней была мельница и кузница. Кроме того, имение при селении Урмизно площадью 543 десятины принадлежало купцу Е. А. Петрову, имение было приобретено в 1875 году за 2500 рублей.
Сборник Центрального статистического комитета описывал Урмизно так:

УРМИЗНА — деревня бывшая владельческая и государственная при реке Систе, дворов — 44, жителей — 206; Часовня, лавка. (1885 год)

По земской переписи 1899 года:

УРМИЗНО I — деревня, число хозяйств — 27, число жителей: 95 м. п., 76 ж. п., всего 171 чел.;
 разряд крестьян: бывшие владельческие; народность: русская — 8 чел., финская — 163 чел.

УРМИЗНО II — деревня, число хозяйств — 13, число жителей: 40 м. п., 33 ж. п., всего 73 чел.;
 разряд крестьян: бывшие владельческие; народность: финская — 59 чел., смешанная — 14 чел.

УРМИЗНО III — деревня, число хозяйств — 12, число жителей: 37 м. п., 39 ж. п., всего 76 чел.;
 разряд крестьян: бывшие владельческие; народность: русская — 17 чел., финская — 47 чел., смешанная — 12 чел.

В конце XIX — начале XX века деревня административно относилась к Стремленской волости 2-го стана Ямбургского уезда Санкт-Петербургской губернии. Население деревни было исключительно финским.
По данным «Памятных книжек Санкт-Петербургской губернии» за 1900 и 1905 годы мызой Урмизно площадью 212 десятин владел отставной фельдшер Михаил Михайлович Вощилло, а также отрезом земли от деревни Урмизно площадью 547 десятин владели наследники Санкт-Петербургского купца 2-й гильдии Мирона Ефимовича Петрова.
С 1917 по 1924 год деревня Урмизно входила в состав Урмизненского сельсовета Котельской волости Кингисеппского уезда.
С 1924 года в составе Райковского сельсовета.
Согласно данным переписи населения СССР 1926 года в деревне Урмизно проживали 305 человек, большинство русские, а также ижоры.
С 1927 года в составе Котельского района.
В 1928 году население деревни Урмизно также составляло 305 человек.
С 1931 года в составе Кингисеппского района.
По данным 1933 года деревня Урмизно входила в состав Райковского сельсовета Кингисеппского района.

План деревни Урмизно. 1938 год

Согласно топографической карте 1938 года деревня насчитывала 74 двора.
C 1 августа 1941 года по 31 января 1944 года деревня находилась в оккупации.
С 1954 года в составе Павловского сельсовета.
С 1958 года в составе Нежновского сельсовета. В 1958 году население деревни Урмизно составляло 218 человек.
По данным 1966, 1973 и 1990 годов деревня Урмизно также входила в состав Нежновского сельсовета Кингисеппского района.
В 1997 году в деревне Урмизно проживали 53 человека, в 2002 году — 44 человека (русские — 95 %), в 2007 году — 43.

## География
Деревня расположена в северо-восточной части района на автодороге 41К-110 (Котлы — Урмизно).
Расстояние до административного центра поселения — 8 км.
Расстояние до ближайшей железнодорожной станции Котлы — 20,5 км.
Через деревню протекает река Систа.

## Демография
| 1862 | 2007 | 2010 | 2017 |
| ---- | ---- | ---- | ---- |
| 180  | ↘43  | ↗54  | ↘29  |

### Национальный состав
Согласно данным Всероссийской переписи населения 2021 года в деревне проживали 78 человек, из них:
 русские — 75, украинцы — 1, другие национальности — 2 человека.